# 제12회 영국 아카데미 영화상
제12회 영국 아카데미 영화상은 1958년의 최고의 영화를 기리기 위해 1959년에 열린 시상식이다.

## 수상

### 작품상
- 꼭대기 방 수상

### 칼 포먼 상
- Orders to Kill - PAUL MASSIE 수상

### 남우주연상(영국)
- 열쇠 - 트레버 하워드 수상

### 남우주연상(외국)
- 흑과 백 - 시드니 포이티어 수상

### 여우주연상(영국)
- Orders to Kill - 아이린 워스 수상

### 여우주연상(외국)
- 꼭대기 방 - 시몬 시그노레 수상

### 각본상(영국)
- ORDERS TO KILL - 폴 덴 수상

### 단편애니메이션작품상
- THE LITTLE ISLAND 수상

### UN상
- 흑과 백 수상

### 특별상
- THE CHILDREN’S FILM FOUNDATION 수상